# Hästhagen, Örebro

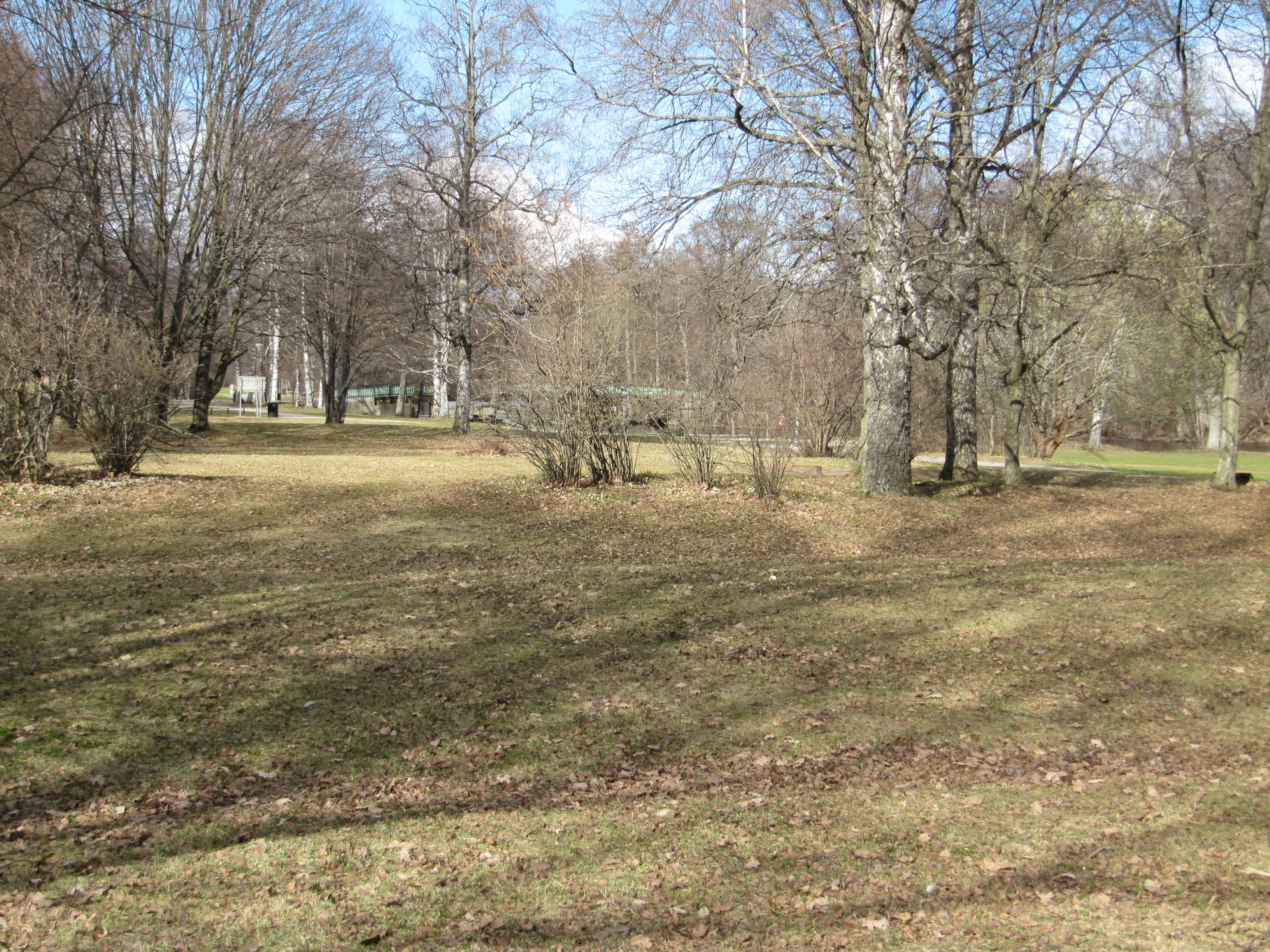
Fornåkrar i Hästhagen, Örebro.

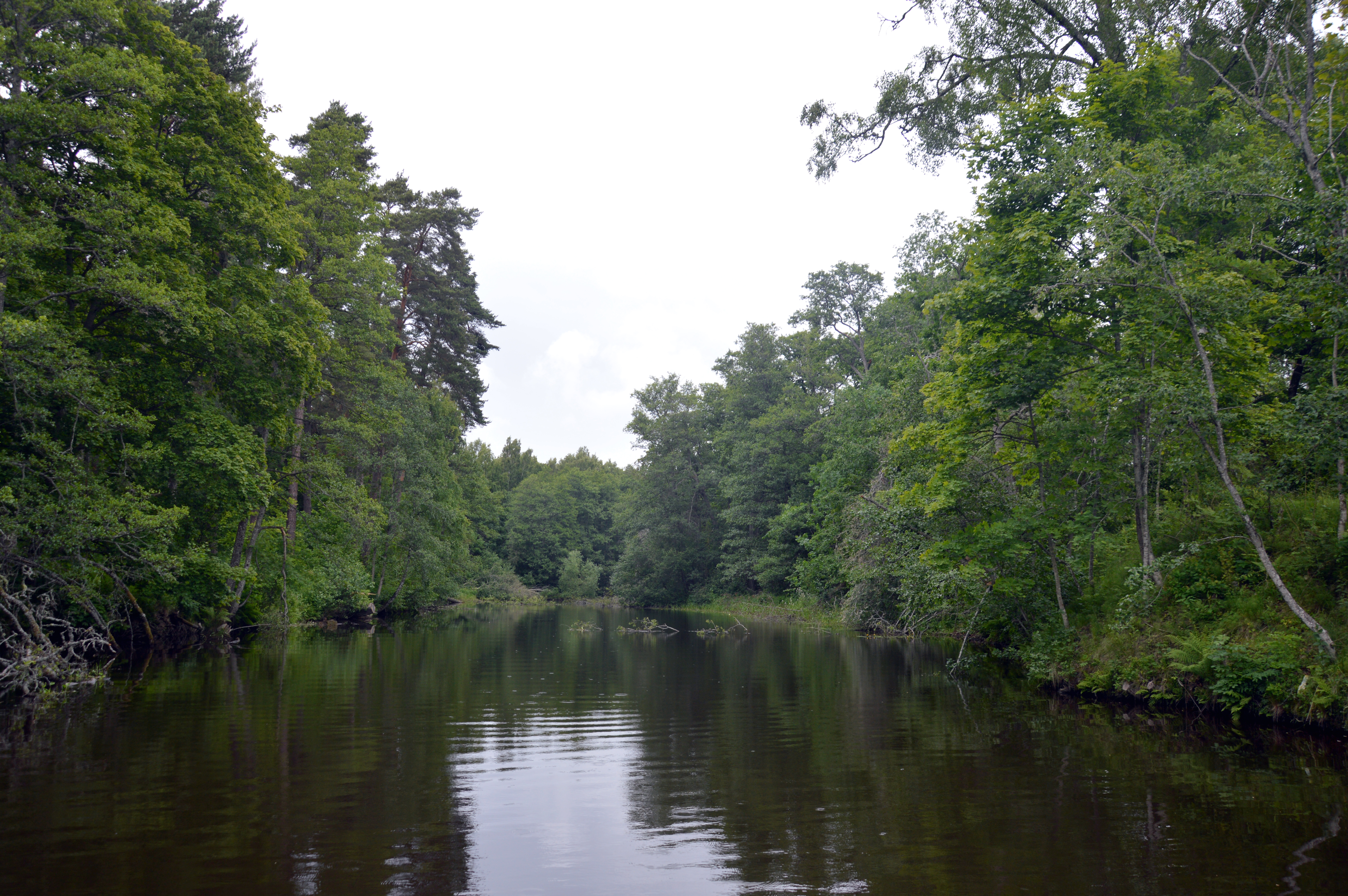
Svartån i Hästhagen.

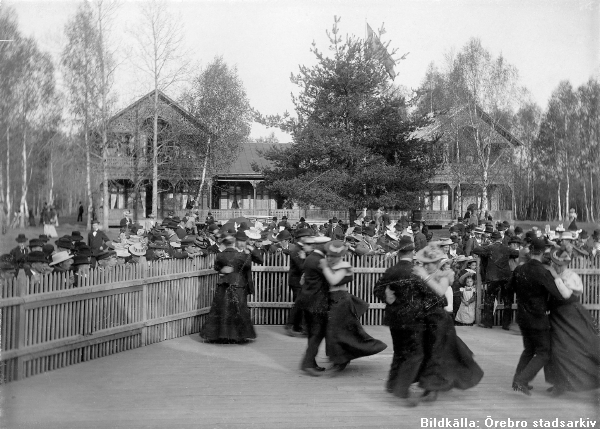
Strömsnäs kring sekelskiftet 1900.

Hästhagen är ett friluftsområde i Karlslund vid Svartån i Örebro. 
I Hästhagen finns ett stort område med fornåkrar, av typen ryggade åkrar, som bildar ett böljande landskap. De tillkom troligen på 1500-talet, och kan ha varit i bruk fram till 1600- eller 1700-talet. Fornåkrarna i Hästhagen är en fast fornlämning och skyddas av kulturmiljölagen.
Idag är området en stor park, som på sina ställen präglas av de ryggade fornåkrarna. Svartån omgärdar området i en båge i öst, väst och syd. I området finns frisbeebana. KFUM driver en minigolfbana och kanotuthyrning. Det finns en privat campingförening i norra delen av området. Omedelbart norrut ligger Rosta gärde med fotbollsplaner. Västerut ligger Karlslunds herrgård.

## Hästhagsbadet
På grund av höga bakteriehalter i Svartåns vatten har det ofta varit badförbud i Hästhagen. Sommaren 2009 tillskapades en konstgjord bassäng i Svartån. Där pumpades in rent vatten innanför en flytvägg som fanns i vattnet. Badet är numera stängt på grund av höga driftskostnader, samt att inte vattnet trots flytväggen höll önskad kvalitet.

## Strömsnäs
I den västra delen av Hästhagen låg Strömsnäs, en restaurangbyggnad i trä från 1890-talet. Dit kunde man åka med ångslup från de centrala delarna av Örebro. Där fanns badmöjligheter i ån och tennisbanor. På helgerna var det ofta artistuppträden och andra evenemang. KFUM tog så småningom över anläggningen och bedrev där på somrarna idrotts- och scoutverksamhet, samt under en tid vandrarhem. Strömsnäs revs på 1970-talet.

### Webbkällor
- Länsstyrelsen
- FMIS: 73:1